# Amphitryon (Dryden)
Amphitryon; or The Two Sosias is een komedie van John Dryden, voor zover bekend voor het eerst opgevoerd op 21 oktober 1690, maar mogelijkerwijze reeds in september van dat jaar opgevoerd. Het stuk is gedeeltelijk gebaseerd op de antieke klucht Amphitruo van Plautus en de 17de-eeuwse bewerking Amphitryon van Molière. Aan de hand van de Griekse mythe van Amphitryon schiep Dryden een comedy of manners in de geest van het Restauratie-theater met satirische verwijzingen naar de politieke actualiteit. Het stuk gaat bijgevolg hoofdzakelijk over seks en geldt als een van Drydens grappigste theaterwerken. Vormelijk bevat Amphitryon gedeelten in jambische pentameters, die af en toe rijmen, en langere stukken in proza, waarbij de oppergod meestal in verzen spreekt. De toneelmuziek werd door Henry Purcell gecomponeerd.

## Achtergrond
In 1690 was Dryden 59 jaar oud en al twee jaar geen Poet Laureate meer. Na de Glorious Revolution regeerden Willem en Maria en hadden de Whigs de macht in handen. Dryden, een gematigde Tory en bekeerde katholiek, was de afgezette Jacobus II tot op het laatst trouw gebleven en beschouwde Willem III als usurpator. Hij was uit zijn ambt ontheven en tot zijn immense ergernis was zijn aartsvijand Thomas Shadwell de nieuwe hofdichter geworden. Dryden moest een manier vinden om in zijn levensonderhoud te voorzien; het nieuwe regime werkte hem echter tegen en trachtte hem te censureren. In opdracht van de drukker Jacob Tonson begon hij aan zijn klassieke vertaling van de complete werken van Vergilius en tussendoor schreef hij toneelstukken die aan de smaak van het Restauratie-publiek tegemoetkwamen. Hij had in het voorjaar van 1690 een controversiële proloog voor Purcells opera The Prophetess, or the History of Dioclesian geschreven, die van overheidswege verboden was. Met Amphitryon poogde hij subtieler te werk te gaan en zijn politieke ideeën in een sekskomedie te verpakken. Thomas Betterton speelde Jupiter; de vrouwelijke hoofdrol, Alcmena, werd door Elizabeth Barry vertolkt.

## Samenvatting

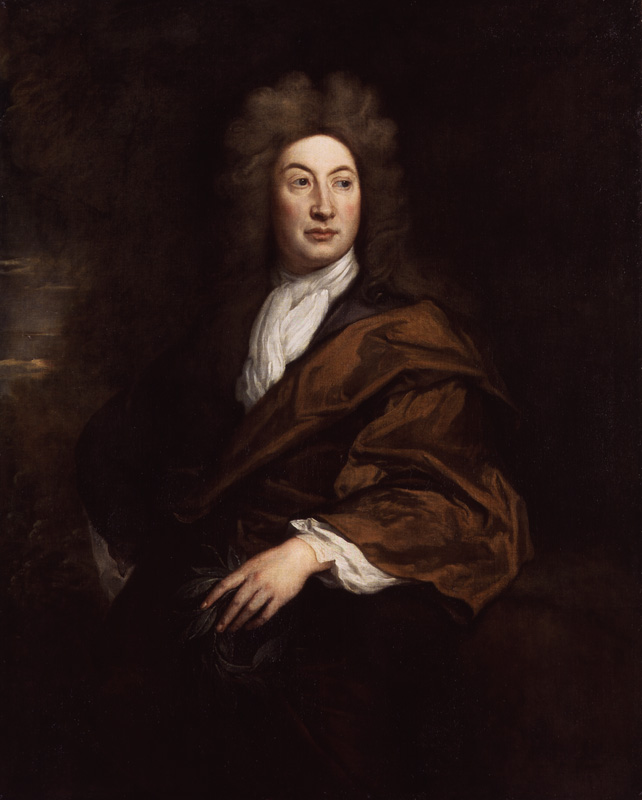
John Dryden in 1693, door Godfrey Kneller.

Amphitryon is opgedragen aan de parlementariër Sir William Leveson-Gower, die Dryden in 1680 of 1687 op diens landgoed te Trentham in Staffordshire had bezocht. Leveson-Gower behoorde tot de Whig-partij, maar liet politieke meningsverschillen niet primeren op zijn persoonlijke vriendschap met Dryden, waarvoor de dichter hem zeer erkentelijk was. Leveson-Gowers dochter Jane zou twee jaar later Henry Hyde, 4de earl van Clarendon, huwen, de zoon van Drydens beschermheer Laurence Hyde, die eveneens een gematigde positie tussen Tories en Whigs innam.
In zijn opdracht aan Leveson-Gower verklaart Dryden dat Plautus en Molière ‘gevaarlijke mensen’ zijn en dat meer dan de helft van het toneelstuk bijgevolg zijn eigen werk is. Voorts zegt hij dat de gebreken in zijn toneelstuk ruimschoots gecompenseerd worden door ‘de uitstekende compositie van mijnheer Purcell, met wie we eindelijk een Engelsman gevonden hebben die gelijkwaardig is aan de besten uit het buitenland’. Daarmee kwam hij terug op het voorwoord bij zijn opera Albion and Albanius uit 1685, waarin hij had verkondigd dat de Franse componist Louis Grabu door niemand in Engeland overtroffen werd.
De proloog werd door de populaire actrice Anne Bracegirdle gesproken, die verder niet in het stuk meespeelde. Dryden vergelijkt zichzelf met een bij die zijn angel heeft verloren en een dar is geworden: de censuur heeft hem namelijk gemuilkorfd en hij kan geen steken meer uitdelen. Retorisch vraagt hij hoe een gecastreerde satyr nog ‘zijn mannelijkheid’ kan tonen: dit verwijst naar de foutieve, maar destijds aanvaarde etymologie van het woord ‘satire’ als afkomstig van de mythologische satyrs. Bracegirdle zegt dat mannen gedoemd zijn het onderspit te delven voor de sluwheid van vrouwen: Recant betimes, ’tis prudence to submit; / Our sex is still your overmatch in wit.

### Eerste bedrijf
Jupiter heeft zijn oog laten vallen op Alcmena, de vrouw van Amphitryon, de koning van Thebe die de rover Pterelas in een militaire expeditie heeft gedood en nu onderweg naar huis is. Hij wil absoluut seks met Alcmena en gebiedt de nacht, dubbel zo lang als gewoonlijk te zijn. Mercurius moet zich als Amphitryons dienaar Sosia vermommen en Alcmena het nieuws van de veldslag melden. De discussie tussen Phoebus en Jupiter bevat verwijzingen naar de actuele debatten over constitutionele versus absolute monarchie. Jupiter beweert dat een koning zijn concubines niet geheim moet houden, want dat zou hem schijnheilig maken. Integendeel: de oprechtheid vereist dat hij er in alle openbaarheid minnaressen op nahoudt.
Jupiter neemt de gedaante van Amphitryon aan en betreedt het paleis, waar hij door Alcmena liefdevol onthaald wordt. Phaedra is een dienares van Alcmena en is vrijwel uitsluitend in geld geïnteresseerd. Ze heeft Alcema om het recht verzocht, deze nacht bij haar te mogen slapen (om haar geld af te kunnen troggelen). Alcmena heeft dit vóór Amphitryons thuiskomst beloofd en moet nu woord houden, tot frustratie van Jupiter. Phaedra is verloofd met de rechter Gripus. Ze hoopt dat hij na de veldslag veel kostbaarheden heeft buitgemaakt. Jupiter en Alcmene zijn geil en willen zo snel mogelijk naar bed, maar die irritante Phaedra blijft Jupiter met vragen bestoken. De oppergod wordt bijna gek van frustratie (This love can make a fool of Jupiter). Hij geeft Phaedra een diamantring, waarna ze de beiden eindelijk met rust laat.

### Tweede bedrijf

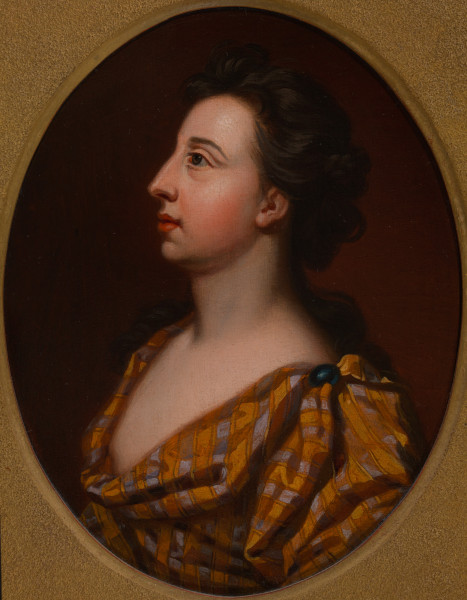
Elizabeth Barry speelde Alcmena. Portret naar Godfrey Kneller.

Sosia komt in het holst van de nacht aan bij het paleis (de nacht duurt echter abnormaal lang) en stuit daar op een man die als twee druppels water op hem lijkt, namelijk de vermomde Mercurius. De god staat erop dat hijzelf Sosia is en dat de andere Sosia geen recht op zijn naam heeft. Sosia is compleet de kluts kwijt; Amphitryon heeft hem toch naar het paleis gestuurd om Alcmena het nieuws van de overwinning te brengen? Hoe kan hij dan reeds ter plaatse zijn? Aangezien Mercurius alles weet, weet hij ook dat Sosia zich tijdens de slag in een tent heeft verscholen en daar een vat wijn heeft uitgedronken. Sosia vraagt Mercurius details over zijn huwelijksleven, en de god vertelt hem dat zijn vrouw Bromia iedere ochtend seks van hem eist. Wanneer hij het waagt het bed te verlaten alvorens met haar te slapen, geeft ze hem een pak slaag. Sosia begrijpt het niet meer: ‘hij moet ik wel zijn’. Hij kan het paleis niet betreden, want Mercurius slaat hem met een knuppel. Hij besluit terug naar Amphitryon te rijden, maar heeft geen idee hoe hij dit aan zijn meester zal kunnen uitleggen.
Jupiter wil alweer weggaan, en Alcmena is ontstemd. Ze gaan beiden huns weegs, en Mercurius blijft achter. Dan duikt Phaedra weer op, en Mercurius denkt bij zichzelf dat ze, ondanks haar hebzucht, eigenlijk wel aantrekkelijk is. Hij wordt eensklaps verliefd op haar. Goden kunnen door alles heen kijken, dus ook door kleren, en Phaedra’s lichaam bevalt hem zeer. Phaedra, die hem voor Sosia houdt, is echter helemaal niet in deze lelijke oude man geïnteresseerd. Hij werpt op dat haar verloofde, Gripus, toch evenzeer oud en lelijk is, maar het verschil zit hem natuurlijk in het feit dat Gripus veel geld heeft. Mercurius belooft Phaedra een kelk van puur goud die hij tijdens de veldslag buitgemaakt heeft, in ruil voor een nacht met haar. Phaedra wil hier wel over nadenken en vertrekt. Dan verschijnt Bromia ten tonele, die hem uitscheldt. Ze is zeer verontwaardigd over zijn afstandelijke houding (namelijk het feit dat hij sinds zijn thuiskomst nog geen seks met haar heeft gehad) en bedreigt hem met een pollepel (Since thou wilt none of the meat, ’tis but justice to give thee the bastings of the ladle.). De god rent over de bühne terwijl Bromia hem met haar pollepel slaat.

### Derde bedrijf
De echte Amphitryon en Sosia zijn aan het paleis aangekomen. Sosia tracht met handen en voeten uit te leggen dat hij door zichzelf is tegengehouden: I came thither, but the t’other I was there before me; for that there was two I’s is as certain as that I have two eyes in this head of mine. Alcmena komt buiten en stuit op de echte Amphitryon: ‘zo snel al terug?’. Amphitryon begrijpt niet wat ze bedoelt en denkt dat Alcmena hem bedriegt. Ze toont hem een juweel dat Jupiter haar in Amphitryons gedaante geschonken heeft. Dat juweel hoort in een verzegeld kistje onder Sosia’s hoede te zitten. Het zegel op het kistje is nog intact, maar het juweel blijkt verdwenen: dit is onverklaarbaar. Er ontstaat een echtelijke ruzie tussen Alcmena en Amphitryon.
Phaedra komt Sosia opzoeken, begerig naar haar gouden kelk. De echte Sosia heeft natuurlijk geen idee waar ze het over heeft, maar een escapade met Phaedra ziet hij eventueel wel zitten, als ze dat zo graag wil. Hij belooft haar alvast een gouden vingerhoed, veel kleiner dan een kelk. Hun onderonsje wordt door Bromia onderbroken, die nog steeds heel kwaad op Sosia is: You did not beat me down with your little wand. But I shall teach you to use your rod another time, I shall. Jupiter en Phaedra komen binnen. Jupiter (die door iedereen voor Amphitryon gehouden wordt) kondigt een groot feestmaal aan en zingt een lied. Hij moet een manier verzinnen om weer bij Alcmena in de gunst te komen.

### Vierde bedrijf
Jupiter tracht Alcmena tot vergiffenis te overreden. Het is normaal dat echtparen twisten; het is wellicht beter voor hun relatie indien ze hem als minnaar beschouwt, want de liefde tussen minnaars is vuriger dan die tussen echtgenoten. Jupiter en Alcmena gaan opnieuw naar bed.
De echte Amphitryon staat voor een gesloten deur. Op het balkon boven hem verschijnt Mercurius als Sosia, die weigert hem binnen te laten: hij kan immers Amphitryon niet zijn, want die ligt in bed met Alcmena. Amphitryon ziedt van woede om zoveel onbeschoftheid en is overtuigd dat zijn vrouw hem op dit moment met een andere man aan het bedriegen is.
Sosia, Gripus, Polybas en Tranio komen naar het paleis in afwachting van het opulente feestmaal dat hun door Jupiter was beloofd. Vóór de deur stuiten ze op Amphitryon, die Sosia meteen in elkaar wil slaan. De anderen houden hem tegen en Gripus, als rechter, tracht tussenbeide te komen. Ze zijn het erover eens dat Sosia onmogelijk zojuist op het balkon kan hebben gestaan en tezelfdertijd hier beneden voor het paleis kan zijn. Nu denkt Amphitryon dat er magie in het spel is en blaast de aftocht. Meteen daarna verschijnt Jupiter en laat de gasten binnen; Sosia wordt echter door Mercurius tegengehouden, die hem vooralsnog verbiedt weer Sosia te zijn. De twee Sosia’s kibbelen met elkander, wanneer Phaedra aan de poort aankomt. Ze wil weten wie de echte Sosia is, die haar immers goud heeft beloofd. Mercurius slaat de echte Sosia van het toneel af en vertelt Phaedra dat hij desgewenst ook jong en mooi kan zijn. Hij weet exact wat ze in haar zakken heeft; Phaedra begrijpt dat dit geen gewone sterveling is. Hij zingt haar een lied en ten bewijze van zijn bovennatuurlijke gaven stampt hij op de grond, waarna een orkest en twee zangers verschijnen, die een pastorale dialoog zingen.

### Vijfde bedrijf

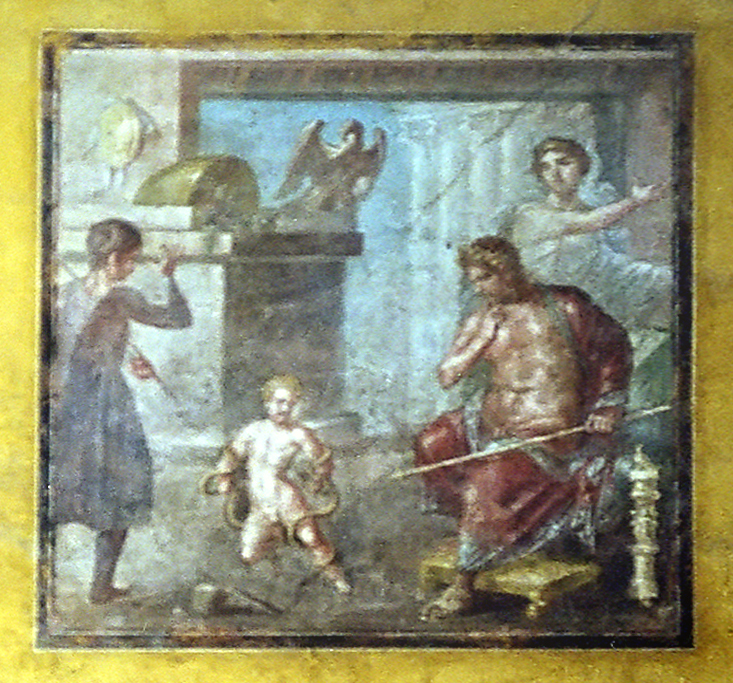
Amphitryon en zijn stiefzoon Hercules. Fresco uit Pompeï.

Mercurius wil Gripus overhalen, zijn aanspraak op Phaedra te laten varen. De rechter is weerbarstig en de god moet geweld gebruiken. Phaedra heeft het gesprek afgeluisterd en staat op een formeel huwelijkscontract. In de dialoog tussen Gripus, Mercurius en Phaedra parodieert Dryden juridisch taalgebruik: het drietal praat in geijkte rechtsformules. Phaedra wil best met Mercurius trouwen, zolang ze de gouden kelk maar krijgt die haar door een van de Sosia’s beloofd is. Amphitryon betreedt de scène met zijn lijfwachten, maar Phaedra wil hem niet binnenlaten: Amphitryon (de vermomde Jupiter) is volgens haar reeds binnen, dus kan dit niet de echte Amphitryon zijn. Hij wil de deur openbreken, wanneer eensklaps Jupiter naar buiten komt. Allen zijn met verstomming geslagen bij de aanblik van twee Amphitryons. De echte Amphitryon wil Jupiter tot een duel uitdagen. Gripus moet oordelen wie van beiden de echte Amphitryon is. Amphitryon toont een wonde die hij in het gevecht met Pterelas heeft opgelopen; dan blijkt dat Jupiter exact dezelfde wonde heeft.
Mercurius geeft Sosia toestemming weer Sosia te zijn; hij wil immers met Phaedra trouwen, die daardoor vergoddelijkt zal worden. Er wordt een huwelijkscontract opgesteld, waarin hij haar land in Boeotië toezegt en zij hem maximaal twee kinderen belooft, met dien verstande dat het land niet aan de Parnassus grenst, want ze wil ‘geen poëtisch landgoed’.
Jupiter openbaart zich. Hij heeft Alcmene zwanger gemaakt, maar ze hoeft zich geen zorgen te maken, want het kind wordt een grote held: Herakles. Jupiters afscheidswoorden zijn dubbelzinnig:
From this auspicious night shall rise an heir,
Great, like his sire, and, like his mother, fair–
Wrongs to redress, and tyrants to disseize–
Born for a world that wants a Hercules.
In de epiloog, gesproken door Susanna Mountfort, stelt Dryden dat de antieke goden misschien beter kunnen terugkeren; toentertijd werd liefde nog aanbeden en waren de vrouwen nog niet ‘afgekoeld’.

## Muziek
Purcell componeerde een suite voor Amphitryon en toondichtte de drie liederen uit het stuk, waaronder de pastorale dialoog. De partituur werd in oktober 1690 door Heptinstall gepubliceerd en kreeg later het catalogusnummer Z 572.
Purcells bijdragen tot Amphitryon zijn:
- Amphitryon (symfonie)
- Overture
- Saraband
- Celia, that I once was blest (lied)
- Hornpipe — Scotch Tune
- For Iris I sigh (lied)
- Air – Minuet — Hornpipe
- Fair Iris and her Swain (duo)
- Bourree

Er bestaan verschillende opnamen van Amphitryon, onder andere door de Academy of Ancient Music onder leiding van Christopher Hogwood.

## Opvoeringen
Amphitryon; or The Two Sosias bleef tot de vroege 19de eeuw een populaire komedie. Sedertdien is het stuk uit het reguliere toneelrepertoire verdwenen. Michael Cordner regisseerde in 2017 een opvoering aan de Universiteit van York.